# Fronteres planetàries

Les fronteres planetàries segons Steffen et al. 2015

Fronteres planetàries (planetary boundaries en anglès) és un marc conceptual que avalua l'estat de nou processos fonamentals per a l'estabilitat del sistema Terra i suggereix una sèrie de llindars per a aquests processos que, en cas de ser superats, poden posar en perill l'habitabilitat del planeta per la nostra civilització. Aquest concepte va ser proposat l'any 2009 per un grup de 28 científics internacionals liderats per Johan Rockström del Stockholm Resilience Centre (SRC) i Will Steffen, de l'Australian National University. L'objectiu d'aquests científics era definir un "espai d'actuació segur per al desenvolupament humà" que pogués ser utilitzat pels governs de tots els nivells, les organitzacions internacionals, la societat civil, el sector privat i la comunitat científica. El concepte de les fronteres planetàries ha ocupat portades i pàgines destacades de revistes científiques prestigioses com Nature o Science i ha esdevingut un marc conceptual de referència, que actualment és emprat per organismes com l'ONU o el Fòrum econòmic mundial de Davos.
Segons el darrer estudi global, publicat el 2015 a Science, es considerava que dues de les nou fronteres planetàries són "més enllà de la zona d'incertesa - alt risc" (cicles biogeoquímics del nitrogen i el fosfor, integritat de la biosfera), dues més són en "zona d'incertesa - risc creixent" (canvi climàtic i canvi d'usos del sòl), tres estan "sota el llindar d'incertesa - seguretat" (acidificació de l'oceà, estat de la capa d'ozó i ús d'aigua dolça). En aquell moment, per als dos processos mancants (aerosols atmosfèrics i contaminació química) encara no es van poder determinar les fronteres planetàries. Posteriorment, el 2022, la frontera de relacionada amb la contaminació química va ser quantificada en un estudi que va determinar que també es trobava "més enllà de la zona d'incertesa - alt risc". D'aquesta manera, tres de les vuit fronteres quantificades es trobaven en la zona d'alt risc en aquell moment.
L'any 2023 es publica a la revista Science un nou estudi (elaborat per un grup de científics entre els quals es troba Johan Rockström) que per primera vegada tracta de definir l'estat global d'equilibri i habiltabilitat del sistema Terra avaluant l'estat de les nou fronteres planetàries. D'acord amb el resultat de l'estudi, sis dels nou límits han estat ja ultrapassats: només l'estat de la capa d'ozó, l'acidificació dels oceans i els aerosols atmosfèrics es troben sota el llindar de seguretat. L'estat de la capa d'ozó és, de totes les fronteres planetàries, l'única que no empitjora.